# On: Audio
On: Audio è il primo album della rock band canadese Au4, pubblicato nel 2006.

## Il disco
Il primo album degli Au4, On: Audio è stato pubblicato il 17 marzo 2006, prodotto da loro stessi e da Richard Dolmat negli studi Digital Sound Magic, masterizzato dalla Zen Mastering a Vancouver e pubblicato dall'etichetta indipendente Torn Open Records, creata dal gruppo stesso. L'album è liberamente scaricabile dal sito del gruppo in formato MP3 a 320 kbps e FLAC a 44.1k - 16 bit ed è disponibile in versione CD su iTunes e sul sito commerciale della band. Il gruppo fornisce sul suo sito ufficiale, oltre ai testi, l'analisi di tutte le tracce, presentando in dettaglio il soggetto e la sinossi di ognuna di esse e, dove presenti, inserendo anche dei video live (da loro definiti Live Concert Visuals) relativi alle singole tracce.
L'album è stato selezionato come Album Indipendente di Rilievo del 2006 all'annuale Western Canadian Music Awards (WCMA). Successivamente alla sua pubblicazione, l'album è stato regolarmente trasmesso su CBC Radio 3, e reclamizzato su numerose emittenti radiofoniche negli Stati Uniti, in Brasile e in Europa, e un remix del brano Everything Always Moving è stato eseguito nel programma radiofonico Tiësto's Club Life trasmesso dall'emittente olandese Radio 538.
Come spiega il gruppo medesimo sul sito dove viene distribuito l'album, "i due progetti "On" non alludono solamente all'inizio degli Au4, ma si riferiscono anche alla "realtà" come concetto globale: la consapevolezza, il giungere all'esistenza, un generale stato di "connessione". On: Audio è la rappresentazione musicale di questo progetto, mentre On: Visual è la contropartita visuale, intesa come performance live e proiezione video."
Le nove tracce spaziano dal trip hop al post-rock e al dream pop, mentre la voce di Ben Wylie tesse melodicamente delle storie liriche. L'album ha un tono generalmente melanconico, anche se lo stato d'animo è di un ottimismo contemplativo: la chitarra acustica ondeggia come un abbraccio nostalgico nella canzone d'amore Hit and Miss, mentre il brano dominato dal basso A Mile from Here è una trascinante traccia uptempo. Perfino l'epico An Ocean's Measure of Sorrow, che riprende la struttura della ballata, sembra cullarsi. Everything Always Moving riassume le qualità ipnotiche e il tema della speranza contenuti nell'album.

## Accoglienza
On: Audio ha ricevuto numerose recensioni positive da parte della critica musicale; per esempio, Sean Boulger, critico musicale del settimanale Long Beach Union Weekly, ha dichiarato che "On: Audio è un viaggio", paragonando la "missione musicale" dichiarata dal gruppo a quella della band post-rock islandese Sigur Rós: quella di rappresentare la molteplice e sfaccettata bellezza del loro paese attraverso la musica, trasmettendo una visione unificata degli alti e bassi geografici ed emozionali, con il sottofondo fantastico dei testi. È stata pure sottolineata la riuscita fusione dell'hard rock con la musica ambient ed elettronica.
La rivista Rockline ha scritto in merito che questo album "raccoglie tutta la tradizione elettronica legata al filone più alternativo e moderno del genere: il viaggio nelle dieci tracce concepite dal quartetto di Vancouver è un continuo intrecciarsi di stili differenti, dal Trip Hop dei Massive Attack al Dream Pop dei glaciali Sigur Ròs, dall'elettronica di stampo più industriale dei celebri Nine Inch Nails a quella più commerciale di Björk e Moby."

## Curiosità
- Dei brani tratti da On: Audio sono stati trasmessi nella serie televisiva canadese di genere fantasy Sanctuary (2008–2012), nella serie televisiva canadese di genere horror Blood Ties (2007-2008) e nel film horror indipendente The Chair (2007)[15].

## Tracce
1. Hit and Miss - 6:42
2. A Mile from Here Is a Hole Where I Buried Your Love - 6:14
3. Everything Always Moving - 5:05
4. An Ocean's Measure of Sorrow - 5:51
5. The Tree That Lived and Died Right Before My Eyes - 4:57
6. Paper Cuts from Paper Butterflies - 7:13
7. Undone by Dandelions - 2:50
8. Of Dreams - 5:46
9. One Thousand Rivers Flowing Further and Further Away - 7:57

## Apparizioni in Raccolte
1. Everything Always Moving (appare nella raccolta TEA Volume 9 dell'etichetta indipendente Toronto Experimental Artists)[16]
2. An Ocean's Measure of Sorrow (appare in Manoeuvers Vol. 1, una raccolta di musica elettronica dei gruppi di Vancouver)

## Videoclips (Video Live)
1. Hit and Miss - 6:42 (Video Live da concerto per la canzone "Hit and Miss")
2. Mile - 6:13 (Video Live da concerto per la canzone "A Mile From Here is a Hole Where I Buried Your Love")
3. Everything - 5:12 (Video Live da concerto per la canzone "Everything Always Moving")
4. Ocean's - 5:51 (Video Live da concerto per la canzone "An Ocean's Measure of Sorrow")
5. Tree - 4:52 (Video Live da concerto per la canzone "The Tree That Lived and Died Right Before My Eyes")
6. Dreams - 5:47 (Video Live da concerto per la canzone "Of Dreams")

## Formazione
- Ben Wylie – Composizione / produzione / voce / tastiere / chitarra / Sequencing (2004–in attività)
- Aaron Wylie – produzione / Voce / Tastiere / programmazione (2004–in attività)
- Jason Nickel – basso / Voce (2005–in attività)
- Nathan Wylie – batteria / percussioni (2005–in attività)